# ليوناردو دونيزيت
ليوناردو دونيزيت (بالبرتغالية: Leandro Donizete‏) (18 مايو 1982 باراراكوارا في البرازيل - ) هو لاعب كرة قدم برازيلي في مركز الوسط. لعب مع أتلتيكو مينييرو ونادي كوريتيبا ونادي فيروفياريا.

## روابط خارجية
- ليوناردو دونيزيت على موقع الاتحاد الدولي (مؤرشف)  (الإنجليزية)
- ليوناردو دونيزيت على موقع قاعدة بيانات كرة القدم.إي يو (الإنجليزية)
- ليوناردو دونيزيت على موقع Soccerway.com (الإنجليزية)
- ليوناردو دونيزيت على موقع عالم كرة القدم.نت (الإنجليزية)
- ليوناردو دونيزيت على موقع AS.com (الإسبانية)